# The Greater of Two Evils
The Greater of Two Evils è una raccolta pubblicata nel 2004 dalla band thrash metal statunitense Anthrax, che contiene classici del gruppo suonati con la nuova formazione.

## Tracce
1. Deathrider – 3:04
2. Metal Thrashing Mad – 2:47
3. Caught In A Mosh – 5:27
4. A.I.R. – 6:21
5. Among The Living – 5:52
6. Keep It In The Family – 7:25
7. Indians – 6:38
8. Madhouse – 4:26
9. Panic – 3:35
10. I Am The Law – 6:03
11. Belly Of The Beast – 5:42
12. N.F.L. – 5:57
13. Be All End All – 6:29
14. Gung-Ho – 3:32

## Formazione
- John Bush - voce
- Scott Ian - chitarra
- Rob Caggiano - chitarra
- Frank Bello - basso
- Charlie Benante - percussioni